# Amtsgericht Rauschenberg

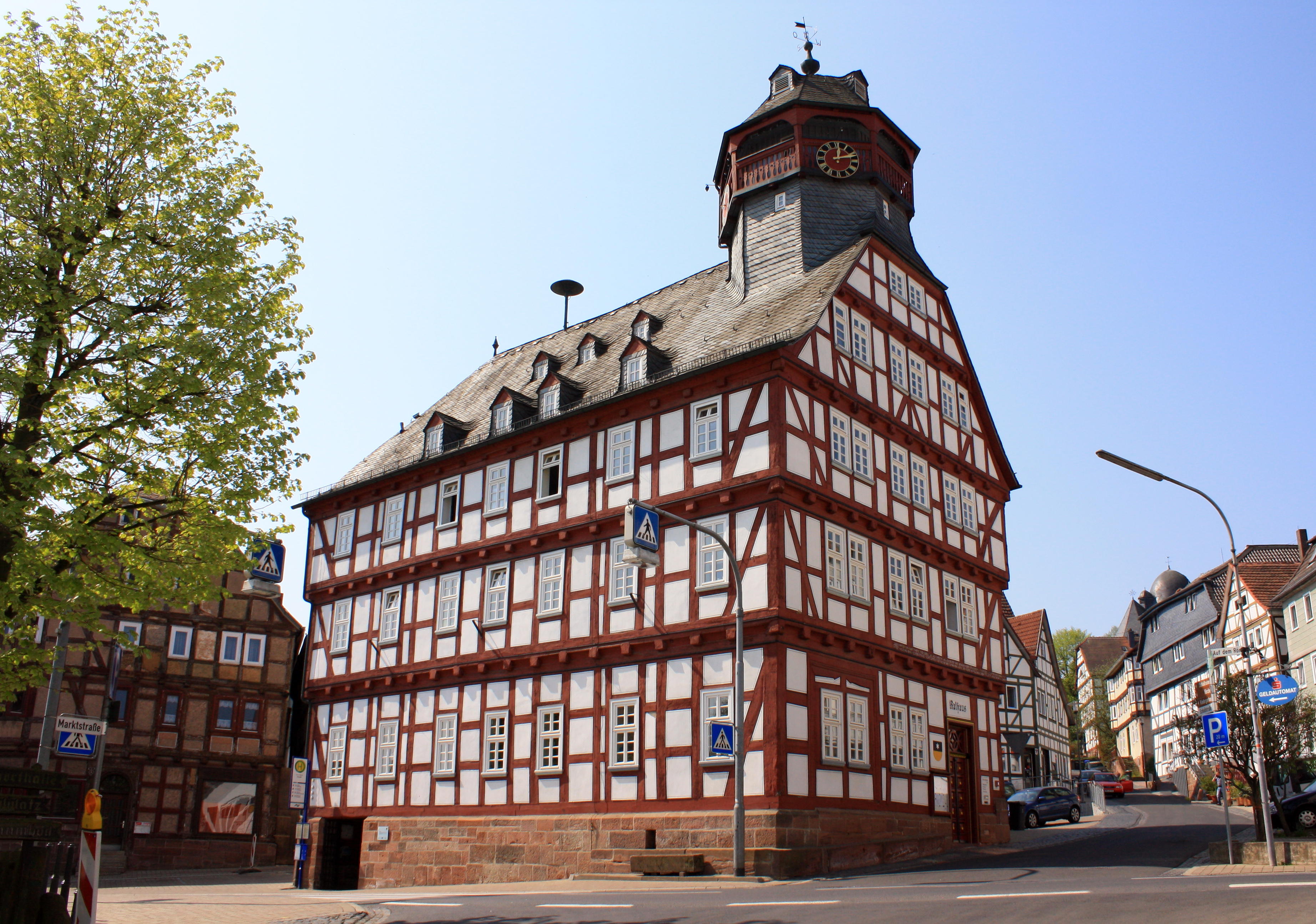
Das Rathaus wurde als Amtsgerichtsgebäude genutzt

Das Amtsgericht Rauschenberg (bis 1867 Justizamt Rauschenberg) war bis 1943 ein Gericht der ordentlichen Gerichtsbarkeit mit Sitz in Rauschenberg im heutigen Landkreis Marburg-Biedenkopf in Hessen.

## Geschichte
In der Landgrafschaft Hessen-Kassel nahm das Amt Rauschenberg die niedere Gerichtsbarkeit wie auch die Verwaltung wahr. Die Neuregelung des Justizwesens im Königreich Westphalen 1807 führte zu der Trennung von Rechtsprechung und Verwaltung. Der Kanton Rauschenberg war nun für die Verwaltung, das Friedensgericht Rauschenberg für die Rechtsprechung zuständig. Das Friedensgericht unterstand dem Distriktgericht Marburg, dass für den Distrikt Marburg zuständig war. Mit dem Ende des Königreichs Westphalen 1813 wurde die Trennung von Rechtsprechung und Verwaltung rückgängig gemacht und das Kurfürstentum Hessen führte 1814 das Amt Rauschenberg wieder ein. Mit Edikt vom 29. Juni 1821 wurden in Kurhessen Verwaltung und Justiz getrennt. Nun waren Justizämter  für die erstinstanzliche Rechtsprechung zuständig, die Verwaltung wurde von Landkreisen (hier dem Kreis Kirchhain) übernommen. In Rauschenberg wurde für die Rechtsprechung das Justizamt Rauschenberg eingerichtet.
Nach der Annexion Kurhessens durch Preußen wurde das Justizamt 1867 zum königlich Preußischen Amtsgericht Rauschenberg. Es war nun dem Kreisgericht Marburg zugeordnet. In Folge der Weltwirtschaftskrise wurden 60 Amtsgerichte als Folge von Sparverordnungen aufgehoben. Mit der Verordnung über die Aufhebung von Amtsgerichten vom 30. Juli 1932 wurde das Amtsgericht Rauschenberg zum 30. September 1932 aufgehoben und sein Sprengel dem Amtsgericht Kirchhain zugeordnet.

## Gebäude
Das Gericht hatte seinen Sitz im heutigen Rathaus der Stadt. Im Haus Borngasse 13 befand sich das Gerichtsgefängnis.

## Richter
Folgende Richter wirkten am Gericht:
- Justizbeamter Karl Christian Tassius (1821–1836)
- Justizbeamter Josef Schüßler (1836–1848)
- Justizbeamter Karl August Ferdinand Leschen (1848–1867)
- Justizbeamter Josef Hinkelbein (1867–1873) (ab 1. September 1867: Amtsrichter)
- Amtsrichter Eduard Amelung (1873–1911) (ab 1878: Oberamtsrichter; ab 1879: Amtsgerichtsrat; ab 1907: Geheimer Justizrat)
- Amtsrichter Hermann Keck (1912–1925) (ab 1919: Amtsgerichtsrat)
- Amtsgerichtsrat Eissengarthen (1925–1932)